# اچ‌ام‌اس هاوک (۱۸۲۰)
اچ‌ام‌اس هاوک (۱۸۲۰) (به انگلیسی: HMS Hawke (1820)) یک کشتی بود که طول آن ۱۷۶ فوت ۱ اینچ (۵۳٫۶۷ متر) بود. این کشتی در سال ۱۸۲۰ ساخته شد.